# Blue (gruppo musicale)
I Blue sono una boy band britannica, composta da quattro elementi: Duncan James, Lee Ryan, Simon Webbe e Antony Costa.
La band è stata attiva tra il 2001 ed il 2005, e dopo alcuni anni di pausa, è tornata nel 2011 con la partecipazione all'Eurovision Song Contest e con successive pubblicazioni discografiche.
Sebbene il successo dei Blue sia stato consistente soltanto nella prima fase della loro carriera, dal 2001 al 2015 hanno comunque venduto più di quindici milioni di copie in tutto il mondo.

## Storia

### 2001-2005: il successo dei primi anni e la pausa
I Blue iniziano la loro carriera nel 2001 con la pubblicazione dell'album All Rise ed ottengono un notevole successo in soli tre anni e mezzo, vendendo più di 15 milioni di copie, vincendo due BRIT Awards e collocando i loro album e singoli nelle migliori posizioni delle classifiche inglesi e straniere. Il loro primo singolo è stato All Rise, seguito da Too Close, If You Come Back e Fly By II.
Nel 2002 esce il secondo album One Love, contenente una partecipazione di Elton John, con il quale hanno inciso una seconda versione di Sorry Seems to Be the Hardest Word; l'album contiene anche i singoli di successo U Make Me Wanna e One Love.

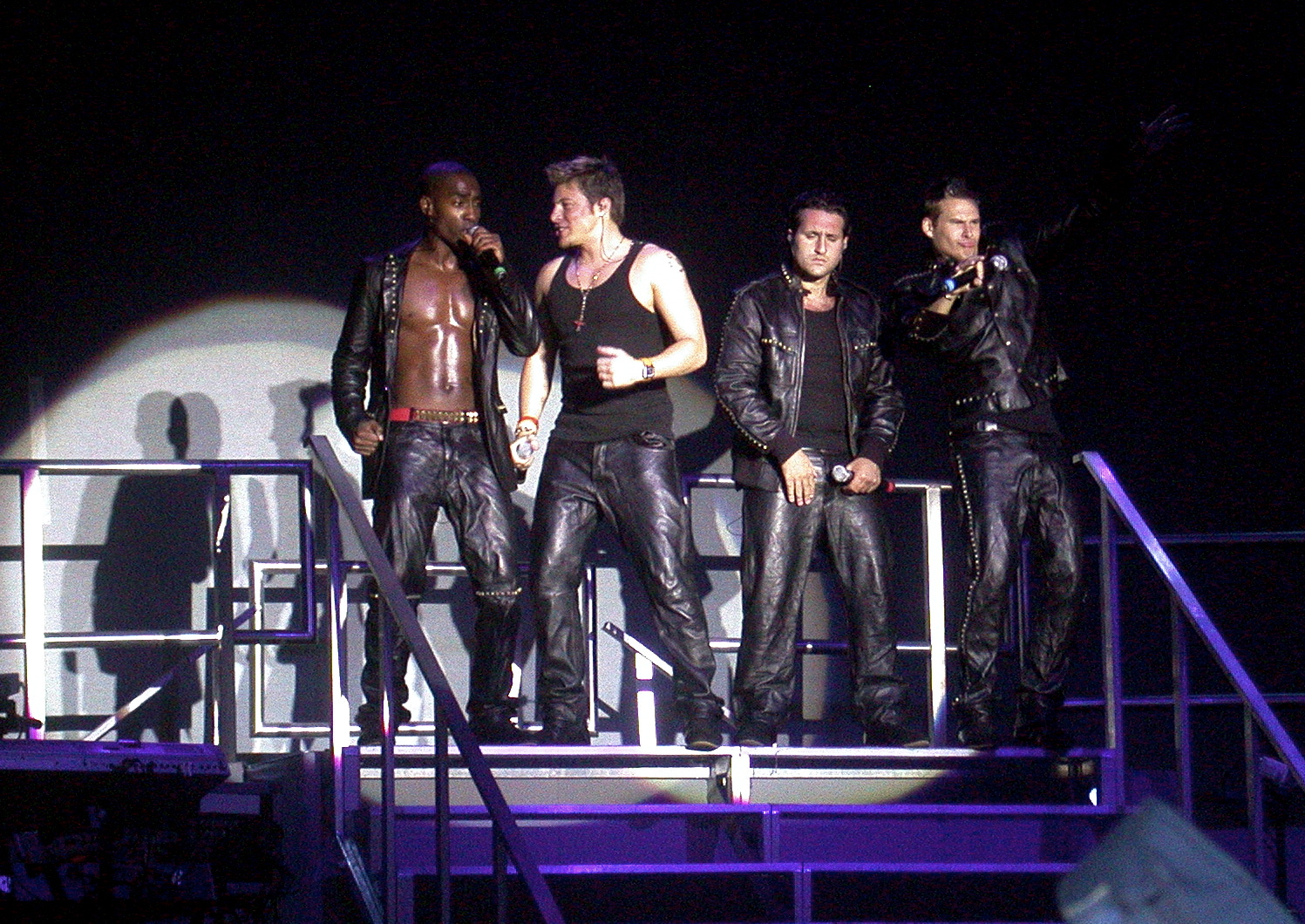
La band in concerto durante il Greatest Hits Tour nel 2005

Nel 2003, il gruppo pubblica il terzo album, Guilty, contenente 3 singoli: Guilty, Bubblin' e Breathe Easy. Quest'ultimo verrà successivamente adattato in italiano da Tiziano Ferro e inciso dagli stessi Blue con il titolo A chi mi dice.
Nel 2004 i Blue pubblicano Best of Blue con i loro brani più famosi, dal quale viene estratto il singolo inedito Curtain Falls. Nel 2005 i Blue tornano con una versione italiana di Only Words I Know, e pubblicano 4ever Blue, in versione standard in alcuni paesi, e in un'edizione limitata riservata ai fans italiani.
In seguito ci sono state molte voci sul futuro della band: prima dell'uscita della raccolta si è detto che si sarebbero sciolti subito dopo, mentre dopo l'uscita di 4ever Blue si pensava che il gruppo sarebbe tornato in studio di registrazione.
Ma con l'uscita dell'album da solista di Lee Ryan, Sanctuary di Simon Webbe, Future Past di Duncan James e Heart Full of Soul di Antony Costa, la possibilità di una loro riunione sembrava allontanarsi. Non è mai stato annunciato uno scioglimento definitivo: i Blue lo hanno definito una "pausa di riflessione".

### 2011-2013: la riunione del gruppo con la partecipazione all'Eurovision eRoulette
La loro riunione viene ufficializzata nel 2011: la BBC li sceglie per rappresentare il Regno Unito all'Eurovision Song Contest 2011, al quale parteciperanno con il brano I Can, che è stato presentato l'11 marzo nel programma The Graham Norton Show. Il gruppo finisce undicesimo (quinto per il televoto ma solo ventiduesimo per le giurie). Nel 2011, quando si sono riuniti per rappresentare il Regno Unito all'Eurovision Song Contest, hanno iniziato a lavorare al loro nuovo album, il quarto in studio.
Durante un tour promozionale in Cina hanno presentato in anteprima l'inedito Hurt Lovers e in un'intervista Simon Webbe affermava: “C'è voluto un anno ed è stato un processo lungo ma pensiamo che sia l'album più forte di tutti. Il primo singolo sarà pubblicato in ottobre ed il disco seguirà nel 2013. Abbiamo già una collaborazione e stiamo cercando di aggiungerne una o due”. Duncan James ha aggiunto: “Gireremo il video per il singolo all'inizio del prossimo mese". Per festeggiare il loro rientro sulla scena musicale hanno posato senza veli per un servizio fotografico del tabloid gay Attitude.

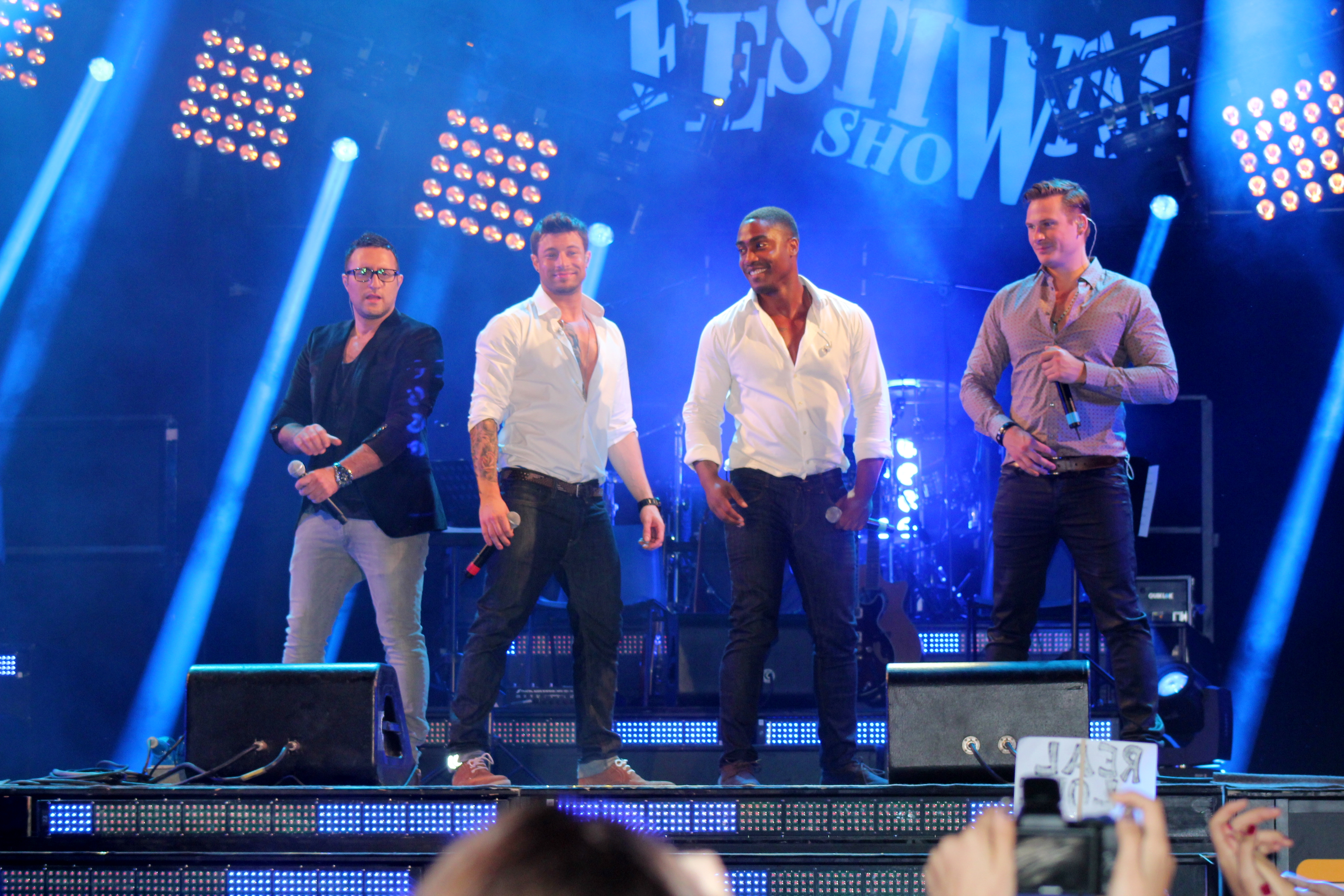
I Blue in Italia nel 2013

Il 4 gennaio 2013 esce Hurt Lovers, primo singolo del nuovo album, che include anche il singolo I Can presentato all'Eurovision song contest. Il nuovo album, intitolato Roulette è composto da 13 tracce, esce il 25 gennaio in Germania e altri paesi europei, mentre sarà disponibile in Sud Africa e Sud America dal successivo 23 febbraio. In Italia l'album è disponibile su iTunes dal 1º febbraio.
Il 2013 è un anno ricco di impegni per i ragazzi, infatti oltre al tour mondiale che porta il nome del nuovo album e li vede impegnati fino a dicembre, si uniscono al cast del reality The Big Reunion, dove sei band del passato si riuniscono per poi partire in tour per tutto il Regno Unito e l'Irlanda fino a maggio. A giugno la boyband torna in Italia con una data a Milano e l'altra a Roma, e dopo aver riscosso un notevole successo e i sold out dei concerti, torna ad agosto e partecipa a due date della manifestazione Festival Show, rispettivamente il 16 a Jesolo Lido (Ve) e il 23 a Mestre (Ve).
Sempre nel 2013, i ragazzi tornano in Italia con il loro tour europeo con tre concerti rispettivamente a Milano, Roma e San Biagio di Callalta.
Al termine, partecipano come guest star al tour della band scozzese Wet Wet Wet e incidono una cover della canzone natalizia I Wish It Could Be Christmas Everyday con tutto il cast di The Big Reunion per raccogliere fondi per alcune associazioni di beneficenza inglesi.

### 2015-2019: progetti televisivi e il nuovo album,Colours
Nei primi mesi del 2015, i Blue sono i protagonisti di un nuovo reality show britannico intitolato Blue Go Mad in Ibizia. La prima puntata viene trasmessa il 6 gennaio 2015 sull'emittente televisiva britannica ITV2. Lo scopo dei quattro cantanti è quello di gestire un bar su una spiaggia dell'isola di Ibiza.
Il 6 marzo 2015, il gruppo ritorna sulla scena musicale con la pubblicazione di un nuovo album intitolato Colours, primo disco della band pubblicato sotto la Sony Music. Il primo singolo estratto dall'album, King of the World, viene presentato in anteprima durante un programma dell'emittente radiofonica inglese BBC Radio 2 il 20 gennaio 2015. A causa dell'insuccesso delle vendite del nuovo album (nel Regno Unito, solo 4000 copie vendute nella prima settimana), il gruppo è costretto ad annullare il contratto con l'etichetta discografica.

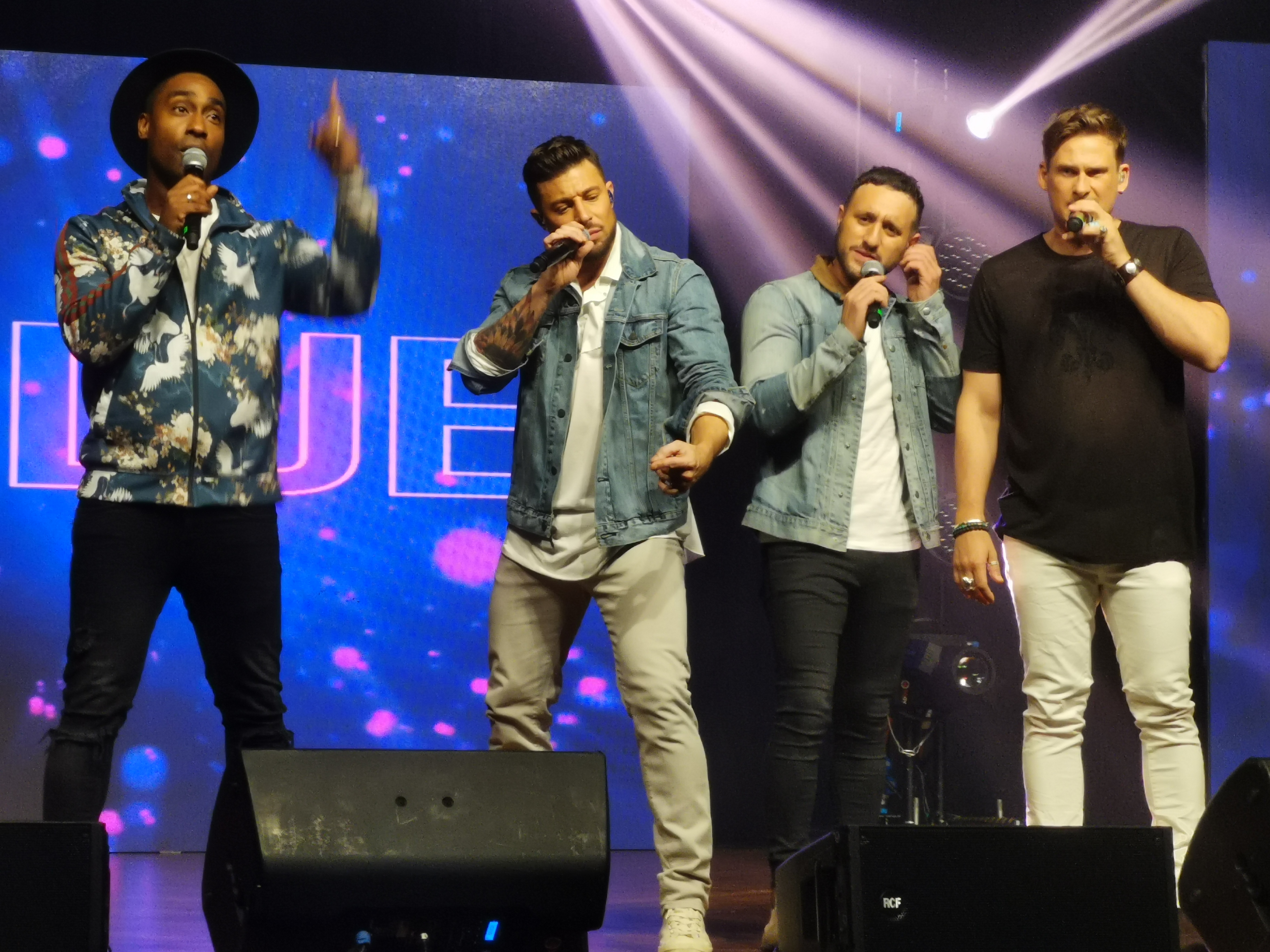
I Blue in concerto nel 2019

Per promuovere il nuovo album i Blue organizzano un tour europeo intitolato Colours of Blue Tour 2015; tuttavia, a causa di un'operazione alle corde vocali cui si è dovuto sottoporre Lee Ryan nel mese di agosto, i cantanti cancellano tutte le date del tour affermando che ritorneranno sul palco nel 2016. Dopo di che, la band si esibisce in concerto per i successivi due anni, alternandosi con i progetti solisti e senza pubblicare nuovo materiale musicale, risultando nuovamente in stato di pausa.

### 2021-in corso: il 20º anniversario del gruppo eHeart & Soul
Già a fine 2020 il componente Duncan James aveva annunciato sul periodico The Sun la reunion del gruppo per il 2021 con un tour celebrativo in occasione del ventennale della band. Prima della sua ufficializzazione, i Blue pubblicano nell'estate 2021 una nuova versione riregistrata del brano The Gift, dal titolo The Gift (20th Anniversary), contenuto nella nuova raccolta simbolica dei Blue Royal: The First Twenty Years, in uscita a luglio. Il 30 novembre successivo il gruppo concretizza la notizia del tour celebrativo, che parte nel 2022 con anche la partecipazione delle Atomic Kitten.
Intervistati su This Morning, i componenti del gruppo confermano inoltre di essere tornati in studio di registrazione. Il sesto album in studio, intitolato Heart & Soul, viene annunciato l'11 aprile 2022 e viene pubblicato nell'autunno seguente, anticipato dal singolo di lancio Haven't Found You Yet e dal secondo estratto Dance with Me, una cover del brano omonimo del 2001 dei 112.
Nel 2024 tornano con il nuovo singolo My City, pubblicato in concomitanza con il Greatest Hits Tour iniziato nello stesso anno.

## Formazione
- Antony Costa – voce (2001-2005; 2011-presente)
- Duncan James – voce (2001-2005; 2011-presente)
- Lee Ryan – voce (2001-2005; 2011-presente)
- Simon Webbe – voce (2001-2005; 2011-presente)

## Discografia

### Album in studio
- 2001 – All Rise
- 2002 – One Love
- 2003 – Guilty
- 2013 – Roulette
- 2015 – Colours
- 2022 – Heart & Soul

### Album dal vivo
- 2004 – Guilty Live Tour / One Love Live Tour
- 2013 – The Roulette Tour

### Raccolte
- 2004 – Best of Blue
- 2005 – 4Ever Blue
- 2006 – The Platinum Collection
- 2007 – The Collection
- 2012 – Ultimate Blue
- 2021 – Royal: The First Twenty Years

## Tournée
- One Love Tour (2002-2003)
- Guilty Tour (2003-2004)
- Greatest Hits Tour (2004-2005)
- I Can Concerts (2011-2012)
- Roulette Tour (2013)
- Colours of Blue Tour (2015)
- Blue Live (2016-2017)
- 20th Anniversary Heart & Soul Tour (2022-2023)
- Greatest Hits Tour (2024)